# Leo Bertos
Leonidas Christos Bertos, detto Leo (Wellington, 20 dicembre 1981), è un ex calciatore neozelandese, di ruolo centrocampista.

## Caratteristiche tecniche
Il suo ruolo è quello di centrocampista offensivo, ma può giocare anche come ala.

## Carriera

### Club
Bertos comincia la sua carriera nella squadra delle riserve del Barnsley. Debutta in prima squadra il 16 aprile 2001 in un match finito con una sconfitta per 4-0 contro il Preston North End e pochi giorni dopo viene incluso nella rosa della prima squadra. Subisce un brutto infortunio al ginocchio mentre gioca una partita a Tenerife, ma dopo due analisi risulta che l'infortunio non è così grave come previsto.
Successivamente gioca due buone stagioni con il Rochdale, ma dopo un po' perde la fiducia della società e viene ceduto. Nel 2005 disputa una stagione incolore con il Chester City, non riuscendo a impressionare nessun club di categoria superiore e deve così ripartire dal Non-League football.
Dopo aver giocato nelle serie minori del campionato inglese con varie squadre, nel 2006 si trasferisce alla squadra australiana Perth Glory, militante nella A-League, dove dovrebbe sostituire il migliore centrocampista della squadra, Nick Ward, passato al Queens Park Rangers. Nella sua prima stagione gioca tutte le 21 partite e totalizza nove assist, che lo rendono il miglior assistman della stagione. Nel periodo di pausa tra la stagione 2006 e quella successiva viene preso in prova dai greci dello Škoda Xanthī, che tuttavia decidono di non acquistarlo. Nella sua seconda stagione con il Perth Glory gioca 14 partite e realizza un gol e due assist.
Nel 2008, svincolato dal Perth Glory, viene ingaggiato dal Wellington Phoenix, squadra neozelandese che però gioca nella A-League. Debutta con la nuova maglia nella prima partita della stagione, contro il Brisbane Roar. Il suo primo gol con i neozelandesi arriva invece nella partita contro il Sydney FC. In totale gioca 16 partite con due gol e quattro assist. Nella stagione 2010 si consacra come uno dei principali giocatori della squadra, guidandola per la prima volta nella sua storia alle finali della A-League. Prende parte a 23 partite, segna due gol e realizza quattro assist, diventando il recordman della squadra con 12 assist.

### Nazionale
Dopo aver rappresentato la nazionale under-23 neozelandese, ha debuttato nella nazionale maggiore nel 2003 in un match contro l'Iran. Ha anche partecipato alla Confederations Cup 2009 e al Mondiale 2010 in Sudafrica, giocando in entrambe le occasioni tutte e tre le partite disputate dalla sua nazionale.